# Marie Brand und die falschen Freunde
Marie Brand und die falschen Freunde ist die 27. Episode der Krimiserie Marie Brand. Der Fernsehfilm mit Mariele Millowitsch in der Titelrolle und Hinnerk Schönemann als Kriminalhauptkommissar Jürgen Simmel wurde am 16. September 2020 erstmals im ZDF ausgestrahlt.

## Handlung
Der Bauunternehmer Borris Angersbach gibt auf der Geburtstagsfeier seiner Frau bekannt, dass er sich künftig mehr in der Politik engagieren will und deshalb die Firma ab sofort seinem Sohn Malte übergibt. Nicht nur Angersbachs Frau ist darüber empört, sondern ganz besonders ihr Sohn Kai. Schließlich wäre er der rechtmäßige Nachfolger, denn seine Mutter hatte die Firma mit in die Ehe gebracht, so wie ihr Mann seinen Sohn Malte. Dieser wird nun am nächsten Tag erschlagen am Rheinufer aufgefunden und Kai gerät somit unter Mordverdacht. Kommissarin Marie Brand und ihr Kollege Jürgen Simmel ermitteln aber auch in andere Richtungen und können nicht ausschließen, dass die Tat möglicherweise der Racheakt eines Angestellten der Firma war, den Malte vor kurzem fristlos entlassen hatte. Dennoch bleibt Kai der Hauptverdächtige, denn nach den Recherchen der Ermittler hatte er mit seinem Stiefvater noch eine Rechnung offen. Kai wurde vor vier Jahren Opfer einer Entführung, die der Polizei nie gemeldet wurde. Borris Angersbach hatte seinerzeit das Lösegeld bezahlt, aber seinem Stiefsohn unterstellt, die Entführung nur vorgetäuscht zu haben. Das führte zum endgültigen Zerwürfnis zwischen den beiden und Kai gründete mit seinem Freund Daniel Weisach eine eigene Firma. Als plötzlich einer der registrierten Geldscheine aus dem Lösegeld von damals auftaucht, vermutet Marie Brand einen Zusammenhang zwischen den beiden Straftaten. Nach ihren Recherchen hatte Angersbach einen Detektiv engagiert, der nach dem Lösegeld suchen sollte, und Malte war daher kurz davor, die Entführer zu enttarnen, was zu seinem Todesurteil wurde. Doch mit der Auflösung dieses Falls muss Kai erkennen, dass sein bester Freund Daniel mit seiner Freundin Maja hinter der Entführung steckte und Maja nun sogar zur Mörderin werden ließ.

## Hintergrund
Die Episode wurde unter dem Arbeitstitel Marie Brand und die vergessene Entführung vom 4. Juni bis zum 8. Juli 2019 in Köln, Bornheim-Hersel und Umgebung gedreht.

## Rezeption

### Einschaltquoten
Marie Brand und die falschen Freunde erreichte bei seiner Premiere am 16. September 2020 insgesamt 6,57 Millionen Zuschauer und damit einen Marktanteil von 22,8 Prozent für das ZDF.

### Kritik
Tilmann P. Gangloff wertete für Tittelbach.tv und schrieb: „Der 27. Film aus der sonst stets guten, unterhaltsamen Reihe mit Mariele Millowitsch und Hinnerk Schönemann ist weder spannend, noch besitzt er irgendeine narrative Raffinesse und in den Nebenrollen ist er auch nicht gut gespielt.“ „Viele Figuren sind auf Anhieb durchschaubar und die Handlung entsprechend vorhersehbar.“ „Als Krimi könnte der Film halbwegs funktionieren, aber die Arbeit mit den Schauspielern ist ein echtes Manko: Schönemann übertreibt, Millowitsch wirkt unterfordert, wichtige Nebendarsteller agieren auf dem Niveau einer Nachmittagsserie.“
Die Kritiker der Fernsehzeitschrift TV Spielfilm gaben dieser Folge den „Daumen nach oben“. Sie urteilten: „Witzig, spannend die Reihe macht alles richtig“.
Wilfried Geldner von prisma.de kritisierte: „Es ist [zwar] eine Freude, dem eingespielten Kölner Ermittlerpärchen auf allerlei gekrümmten Pfaden zu folgen.“ Aber „der Krimiplot des Drehbuchautors Timo Berndt wirkt vor allem zum Ende hin einigermaßen verschroben. Doch wurde insgesamt eine recht amüsante Mischung aus kriminalistischer Knobelei und zündenden Gags angerührt.“
Bei Quotenmeter.de urteilte Christian Lukas: „Inszenatorisch ist“ dieser Krimi eher „Regalware. Weder kreiert die Regie Bilder, die im Gedächtnis bleiben, noch legt sich eine Musik über die Szenerie, die für sich bestehen könnte.“ „Vergleichbar ist dieser Film mit einem Neuwagen, der in seiner einfachsten Version ausgeliefert wird. Die Räder drehen sich, der Motor erfüllt seinen Dienst, die Bremsen funktionieren. Sich damit zufrieden zu geben, ist nicht zu bemängeln. Wer aber ein paar Extras haben möchte, muss diese dazu kaufen. An solchen Extras wurde im Fall der ‚Marie Brandt und die falschen Freunde‘ leider weitestgehend gespart.“